# Xã Concord, Quận Delaware, Ohio
Xã Concord (tiếng Anh: Concord Township) là một xã thuộc quận Delaware, tiểu bang Ohio, Hoa Kỳ. Năm 2010, dân số của xã này là 9.294 người.